# 金長興
金 長興（キム・ジャンフン、朝鮮語: 김장흥、生年不詳 - 1958年7月26日）は、大韓民国の警察官僚、政治家。景武台警察署長、第10代治安局（現・警察庁）長、第5代江原道（現・江原特別自治道）知事を歴任した。

## 経歴
李承晩帰国後に多年間身辺警護責任者を務めた後、総警として景武台警察署長（1949年3月〜1952年11月）、治安局副局長（1952年11月〜1954年3月）、李成株の後任の第10代治安局長（1954年3月27日〜1956年5月26日）、第5代江原道知事（1956年5月26日〜1958年7月26日）を歴任した。知事在職中に死去し、葬儀は「江原道葬」として行われた。